# 黎芷珊
黎芷珊（葡萄牙語：Maria Luísa de Melo Leitão；1966年3月1日—），擁有四分之一葡萄牙血統，香港女藝人，現為無綫電視基本藝人合約女藝員。是1980－1990年代兒童節目430穿梭機及閃電傳真機主持。她是在香港出生的土生葡人.

## 簡歷
黎芷珊在香港出生，但來自澳門世家，祖父黎登是澳門當時唯一的公證師。其姑姐是黎婉華，是澳門賭王何鴻燊元配。黎芷珊5歲時父母離異，與弟弟黎烈跟隨父親生活。她中學時在銅鑼灣名校聖保祿學校小學部和聖保祿學校就讀。在校時與姑丈何鴻燊女兒及表妹何超蕸為小學兼中學同學。由於黎芷珊熱愛音樂，在參與歌唱比賽時被當時著名的音樂人安格斯發掘，於1984年初與陳樂敏及陳慧嫻一同推出首張唱片《少女雜誌》。出道主打歌為《絕對痴心》。之後陳慧嫻獨立發展，她又與陳樂敏在1985年一同推出第二張唱片《少女宣言，絕對熱戀》。之後二人所屬的法安利製作公司陷入財困，轉營為經理人公司。
黎芷珊的父親在她18歲時去世，其後在姑丈何鴻燊安排下加入無綫電視，成為兒童節目《430穿梭機》及《閃電傳真機》主持人。1989年在第15期藝員訓練班作旁聽生。離開兒童節目後曾於多個資訊節目擔任主持，包括《香港早晨》《K100》《城市追擊》《東張西望》《七百萬人的傳奇》等。亦曾為娛樂新聞台擔任主播。
直至2012年，在萬千星輝頒獎典禮憑《最佳男主角》奪得最佳主持獎後，開始展開司儀的發展。
在2013年的《2012年度十大勁歌金曲頒獎典禮》繼續擔任司儀與曾志偉和崔建邦合作。
2015年正式發展個人的太陽眼鏡事業，建立個人品牌 LUISA LEITAO ，以名人支持打響聲勢。

## 感情發展
黎芷珊的初戀情人是梁家輝，兩人拍拖一年多，因年齡差距分手。任《430穿梭機》主持人時與另一主持鄭伊健相戀，拍拖三年，後因鄭調離兒童節目組而無疾而終。1990年代與邵傳勇相戀，二人於2000年分手。曾傳與陳小春發展地下情。2004年起與年幼其12年的無綫藝員張達倫拍拖，2012年兩人分手。

## 演出作品

### 電視劇（無綫電視）
- 玉面飛狐 飾 趙芊芊（1990）
- 出位江湖 飾 詠詠（1992）
- 都市的童話 飾 張蓮娜 第2、5、7、9-10、12-14集（1993）
- 精靈酒店（1993）
- 情事緝私檔案飾 王以敏（2002）
- Yummy Yummy 飾 游惠蘭（2005）
- 翻新大少飾 劉雅詩（2005）
- 天幕下的戀人 飾 芳（2006）
- 女人俱樂部 飾 黎芷珊（2014）
- 重案實錄 飾 施麗娟
- 美麗戰場 飾 黎芷珊（2022）
- 執法者們 飾 政務司司長（2025）

### 電視劇（有線電視）
- 純屬巧合 （1994）

### 節目主持（無綫電視）
- Junior Junction
- 1985-1989年：430穿梭機（接替調職戲劇組的曾華倩）
- 1989-1992年：閃電傳真機（其後調職戲劇組便交由張沅薇接任）
- 香港早晨（清談節目時期）
- 1992年：K-100
- 1995-1999年：城市追擊
- 1999-2002年：全線大搜查
- 2002年：七百萬人的傳奇
- 2005-2015年：東張西望
- 2012年：最佳男主角
- 2012年：第45屆萬千星輝賀台慶
- 2012-2013年：體通體透
- 2013年：2012年度十大勁歌金曲頒獎典禮
- 2013年：最佳女主角
- 2014年：燭光晚餐
- 2014年：好在一個人
- 2014年：這個聖誕不太冷
- 2016-2020年：今日VIP
- 2016年：新春開運王
- 2017年：最佳拍檔
- 2018年：歡樂滿東華
- 2019年：富貴金豬賀肥年
- 2019年：二億人的世界
- 2019年：善心滿東華2019
- 2020年：萬眾同心公益金、歡樂滿東華2020
- 2021年：無可比擬的演藝泰斗 永遠懷念 吳孟達
- 2021年：單對單
- 2021年：童你一起長大了
- 2023年：萬千星輝賀台慶
- 2023年：歡樂滿東華2023
- 2024年：芷珊約您、戰場上

### 節目主持（香港電台電視部）
1984年：青春道上 (與王書麒合作, 當時逢星期四在430穿梭機節目時段內播出)

### 節目嘉賓
- 2015年：姊妹淘
- 2016年：男人食堂
- 2016年：我愛香港
- 2017年：流行經典50年

### 電影
- 開心鬼 Happy Ghost 飾 Judy
- 流氓大狀 The reckless barrister 飾 Ada
- 地獄來客 Stranger from hell
- 失業皇帝 Afraid of nothing, the jobless king
- 香港愛情故事之緣份 Hong Kong love story - chapter II
- 再見浪漫（1994）
- 殺手的童話 A tale of killing and romance（1994）飾 慧瑪
- 亞洲警察之高壓線 Asian cop high voltage（1995）
- 盜馬記 Horseplay 飾 記者（2014）
- 十月初五的月光 Return of the Cuckoo 飾 醫生（2015）
- 我的情敵女婿 “A Beautiful Moment” 飾（2018）

### 配音
- 2015年：《腦筋急轉彎》（港譯作《玩轉腦朋友》）

## 音樂作品（唱片）
- 《少女雜誌》（1984，主打：絕對痴心）
- 《千年戀人‧少女雜誌》（1985，日本大碟，主唱：永遠的愛(日文)）
- 《少女宣言‧絕對熱戀》（1985，主打：傻罪過/不知不覺愛上你/就讓你離去）
- 《創作兒歌故事集》（1992，兒歌唱片）

## 得獎項目
- 萬千星輝頒獎典禮2012 - 最佳節目主持《最佳男主角》

## 外部連結
- ifiles.tvb.com - 主持室（黎芷珊）（页面存档备份，存于）
- 黑膠樂園：粵語流行曲黑膠唱片（页面存档备份，存于）
- 黎芷珊的Facebook專頁
- 黎芷珊的Instagram帳戶